# Bornaviridae
Bornaviridae és una família de virus d'ARN monocatenari (-) de l'ordre dels Mononegavirales, coneguts com a bornavirus, o virus de la malaltia de Borna. Poden causar una síndrome infecciosa neurològica en els animals homeotèrmics (de sang calenta) que provoca un comportament anormal i pot portar a la mort.
El bornavirus és un virus neurotròpic amb una una àmplia distribució geogràfica, i pot afectar un espectre ampli d'hostes, especialment cavalls, bestiar i alguns ocells com ara estruços, i en casos excepcionals també humans. Es creu que podria tenir un paper en el trastorn bipolar i la depressió. El virus no és la causa del trastorn bipolar, però la malaltia produïda per bornavirus té característiques que es troben en el trastorn bipolar.

## Característiques
Es tracta de virus d'ARN no segmentat, negatiu, monocatenari i embolcallat de forma esfèrica amb una mida total de 80-125 nm.
El seu genoma és més petit que el d'altres virus d'ARN de cadena negativa, com ara els rhabdovirus, els paramixovirus o els filovirus. Això li permet replicar-se i transcriure's dins del nucli dels seus hostes, superposant la seva seqüència de codificació, i provocant modificacions post-transcripcionals i splicing alternatiu en l'ADN de la cèl·lula hoste. Així, l'ARN de sentit negatiu es copia per fer una plantilla d'ARN de sentit positiu, que s'utilitza llavors per sintetitzar moltes còpies del genoma d'ARN de sentit negatiu. El genoma víric i les proteïnes associades s'alliberen al citoplasma després de la fusió de l'embolcall víric i la membrana de l'endosoma.

## Patogènesi
El bornavirus presenta una patogènesi molt inusual respecte a altres Mononegavirales, inclosa la manipulació de la plasticitat sinàptica, i la seva persistència crònica en absència d'inflamació i citòlisi.
Alguns estudis mostren que la infecció està mediada pel propi sistema immunitari de l'hoste. S'ha suggerit que les respostes de cèl·lules T alterades pel virus contribueixen a la patogènesi. Concretament, s'ha observat que el bornavirus és capaç de provocar canvis en la plasticitat sinàptica a curt termini,[16] interfereix en la via de la proteïna-cinasa C, i provoca una activació anòmala de les cèl·lules de micròglia, fent que enlloc de fagocitar les cèl·lules danyades, afectin neurones sanes en la circumvolució dentada de l'hipocamp.

## Epidemiologia
El sistema de transmissió no és clar però segurament es fa a través de saliva contaminada o secrecions nasals. Després de la infecció els individus pot ser que emmalalteixin o en condicions subclíniques siguin portadors del virus.
En humans, els primers anticossos enfront del bornavirus es van descobrir en la dècada de 1980.